# Яременко Василь Омелянович
Василь Омелянович Яременко (10 лютого 1902, село Велика Дівиця, тепер Прилуцького району Чернігівської області — 1969, місто Чернігів) — радянський діяч, учасник партизанського руху, секретар Чернігівського обласного комітету КП(б)У.

## Життєпис
Член ВКП(б) з 1926 року.
З листопада 1926 року служив у Червоній армії.
У 1937—1938 роках — 1-й секретар Срібнянського районного комітету КП(б)У Чернігівської області.
У листопаді 1938—1939 роках — 1-й секретар Бахмацького районного комітету КП(б)У Чернігівської області.
У 1939—1941 роках — завідувач організаційно-інструкторського відділу Чернігівського обласного комітету КП(б)У.
Учасник партизанського руху в період окупації українських земель німецькими військами 1941—1943 років. З листопада 1941 року — комісар Чернігівського партизанського загону імені Сталіна, з 1942 року — комісар гарнізону Чернігівських партизанських загонів та з'єднання партизанських загонів імені Попудренка. З травня 1943 року — член Чернігівського підпільного обласного комітету КП(б)У.
У вересні 1943 (затверджений в червні 1944) — листопаді 1946 року — секретар Чернігівського обласного комітету КП(б)У з кадрів.
У листопаді 1946 — вересні 1952 року — 3-й секретар Чернігівського обласного комітету КП(б)У.
У листопаді (затв.) 1952 — 1956 року — заступник голови виконавчого комітету Чернігівської обласної ради депутатів трудящих.
Потім — на пенсії в місті Чернігові.
Помер у 1969 році. Похований на Петропавлівському міському цвинтарі Чернігова.

## Звання
- старший політрук

## Нагороди
- орден Червоного Прапора (11.04.1943)
- орден Червоної Зірки (18.05.1942)
- орден Трудового Червоного Прапора (23.01.1948)
- медаль «Партизанові Вітчизняної війни» 1-го ст.
- медаль «За перемогу над Німеччиною у Великій Вітчизняній війні 1941—1945 рр.» (1945)
- медалі